# Албертина Агнес фон Орания-Насау
Албертина Агнес фон Орания-Насау (на нидерландски: Albertine Agnes van Nassau; на немски: Albertine Agnes von Nassau-Dillenburg; * 9 април 1634, Хага; † 26 май 1696, дворец Ораниенвалд, Фризия) е нидерландска принцеса от Дом Насау и чрез женитба княгиня на Насау-Диц, регент на Фризия, Гронинген и Дренте.

## Живот
Тя е петата дъщеря на княз Фредерик Хендрик Орански (1584 – 1647), щатхалтерът на Нидерландската република, и съпругата му Амалия фон Солмс-Браунфелс (1602 – 1675), дъщеря на граф Йохан Албрехт I и Агнес фон Сайн-Витгенщайн. Нейният дядо по бащина линия е Вилхелм Орански. Най-голямата ѝ сестра Луиза Хенриета (1627 – 1667) се омъжва през 1646 г. за курфюрст Фридрих Вилхелм фон Бранденбург (1620 – 1688). По-малките ѝ сестри са Хенриета Катарина (1637 – 1708), омъжена през 1659 г. за княз Йохан Георг II фон Анхалт-Десау (1627 – 1693), и Мария Хенриета (1642 – 1688), омъжена 1666 г. за пфалцграф Лудвиг Хайнрих фон Зимерн (1640 – 1674).
- Фамилията на княз Фредерик Хендрик Орански, 
портрет от Герит ван Хонтхорст
- Албертина Агнес и нейните сестри

Албертина Агнес се омъжва на 2 май 1652 г. в Клеве за княз Вилхелм Фридрих фон Насау-Диц (1613 – 1664), вторият син на граф Ернст Казимир фон Насау-Диц и херцогиня София Хедвиг фон Брауншвайг-Волфенбютел. Той е щатхалтер на Фризия, Гронинген и Дренте. След смъртта на нейния съпруг през 1664 г. тя поема регентството (1664 до 1679) за малолетния си син във Фризия, Гронинген и Дренте.
Княгиня Албертина си построява през 1676 г. дворецът Ораниенвалд като вдовишка резиденция. Тя умира там на 24 май 1696 г. на 62 години.
- Портрет на княгиня Албертина Агнес с нейните деца,
 худ. Абрахам ван ден Ламбертсон, 1668
- Дворец Ораниенвалд,
 ок. 1765

## Деца
Албертина и Вилхелм Фридрих имат три деца:
- Амалия (1655 – 1695), омъжена на 28 ноември 1690 г. за херцог Йохан Вилхелм фон Саксония-Айзенах (1666 – 1729)
- Хайнрих Казимир II (1657 – 1696), княз на Насау-Диц (1664 – 1696), щатхалтер в Нидерландия, женен на 26 ноември 1683 г. за принцеса Хенриета Амалия фон Анхалт-Десау (1666 – 1726)
- Вилхелмина София Хедвиг (1664 – 1667)